# LTE-M
LTE-M 또는 LTE-MTC("Long-Term Evolution Machine Type Communication")는 기계 대 기계 및 사물인터넷(IoT)을 위해 3GPP에서 개발한 저전력 광역 네트워크 무선 통신 기술 표준의 일종이다. LTE-M에는 LTE Cat-M1이라고도 알려진 eMTC("enhanced Machine Type Communication")가 포함되어 있으며, 해당 사양은 2016년 6월 3GPP 릴리스 13(LTE Advanced Pro)에서 마무리되었다.
경쟁하는 3GPP IoT 기술로는 NB-IoT와 EC-GSM-IoT가 있다. NB-IoT에 비해 LTE-M의 장점은 비교적 높은 데이터 속도, 이동성 및 네트워크를 통한 음성이지만 더 많은 대역폭이 필요하고 비용이 더 많이 들며 현재로서는 주파수 대역의 보호 대역 부분에 넣을 수 없다. LTE 릴리스 12 Cat-0 모뎀과 비교하여 LTE-M 모델은 BOM 측면에서 80% 저렴하고 최대 18dB 더 나은 적용 범위를 지원하며 배터리 수명은 최대 몇 년에 이른다. 2019년 3월, 글로벌 모바일 공급업체 협회(Global Mobile Supplies Association)는 100개 이상의 사업자가 NB-IoT 또는 LTE-M 네트워크를 구축/런칭했다고 보고했다.

## 같이 보기
- 6LoWPAN
- DASH7
- LoRa
- E-UTRA